# Leonhard Presting
Leonhard Presting (* 23. Juli 1807 in Rastenburg; † 1885 in Bischweiler) war ein preußischer Jurist und Kreisgerichtsrat. Er war von August 1848 bis Mai 1849 Mitglied der Frankfurter Nationalversammlung.

## Leben
Ernst Alexander Leonhard Presting wurde als Sohn von Ernst Michael Presting geboren. Sein Vater war als Kaufmann und Bürgermeister ein angesehener Bürger der Stadt Rastenburg, seine Mutter Caroline Friederike war eine geborene Krause. Auf Grund der Stellung seines Vaters waren der Landrat von Stechow und die Ehefrau des Pfarrers Hagemann die Taufpaten von Leonhard.
An der Albertina in Königsberg begann Presting im Oktober 1828 ein Studium der Rechtswissenschaften, dass er 1831 erfolgreich abschließen konnte. An der Königsberger Universität gehörte er seit 1828 dem Studentenkorps an. Bereits 1832 wurde er als Auskultator und Referendar in den preußischen Justizdienst übernommen. Am 8. Januar 1839 wurde er zum Assessor am Oberappellationsgericht in Königsberg ernannt und am 7. April 1843 als solcher an das Land-, Stadt- und Schifffahrtsgericht nach Memel versetzt. Im Sommer 1844 konnte er am dreihundertjährigen Jubiläum der Albertina, seiner Universität in Königsberg, teilnehmen und sich in das Gedenkbuch eintragen. Im Mai 1848 gehörte Presting zu den Gründern des Konstitutionellen Klubs in Memel, dessen Vorsitz er auch für wenige Monate übernahm.
Bei der Wahl zur Frankfurter Nationalversammlung am 10. Mai 1848 wurde Presting zum Stellvertreter im Wahlkreis 1, Memel in der Provinz Preußen, bestellt. Wenige Monate später wurde ihm mitgeteilt, dass der Abgeordnete Johann August Muttray sein Mandat niedergelegt hatte. Der Oberpräsident in Königsberg fordertet Presting auf dessen Nachfolge zu übernehmen. Ein zunächst von Presting eingereichter Antrag zur Gewährung eines Reisekostenvorschusses wurde vom Oberpräsidenten abschlägig beantwortet, Mittel für eine derartige Zahlung ständen nicht zur Verfügung. Am 2. August 1848 war Presting erstmals als Abgeordneter in der Frankfurter Paulskirche und nahm bereits an Abstimmungen teil. Später schloss er sich der Casino-Fraktion in der Nationalversammlung an. Zum Jahresbeginn 1849 hatte Presting vier Wochen Urlaub erbeten und erhalten, um Familienangelegenheiten ordnen zu können. Wann genau er seine parlamentarische Arbeit in Frankfurt am Main beendete ist aus den Sitzungsprotokollen nicht ersichtlich, seit Ende Januar 1849 fehlte er entschuldigt bei Abstimmungen. Eine Eintragung von ihm im Parlamentsalbum ist auf den 23. April 1849 datiert, offiziell war er bis zum 30. Mai 1849 Mitglied der Frankfurter Nationalversammlung.
Von 1855 bis 1861 übernahm Presting das Amt als Kreisgerichtsrat in Heilsberg. Er trat 1876 in den Ruhestand und ließ sich zunächst in Königsberg nieder, 1879 ging er nach Gebweiler im Elsass. Leonhard Presting starb 1885 im elsässischen Bischweiler im Haus seines Schwiegersohnes.